# Chaff

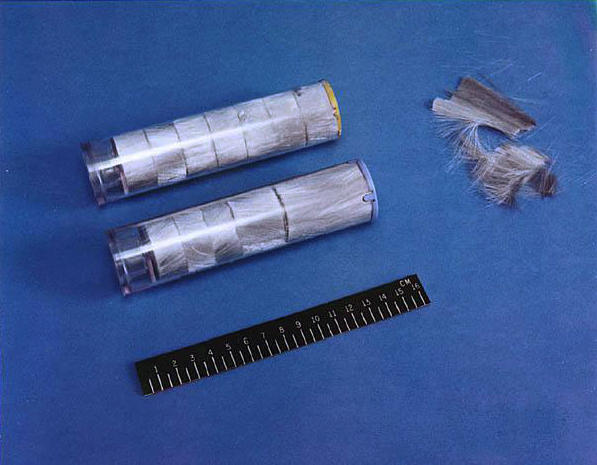
Una carga moderna de chaff, del modelo RR-129 y otra del modelo RR-124. La RR-124 está diseñada para no interferir con los sistemas civiles de Radar ATC.

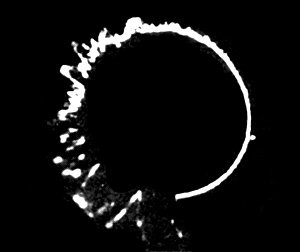
Efecto del Chaff en un radar, a las 3 en punto existe un objetivo que el radar ha detectado mientras que a la izquierda de la pantalla resulta imposible detectar cualquier objetivo.

Los señuelos radar, reflectores antirradar, o dipolos antirradar (también reciben otros nombres en español), muchas veces conocidos por el término inglés chaff, son una contramedida de radar con la que las aeronaves y otros dispositivos propagan una nube de pequeñas y delgadas piezas de aluminio, fibra de vidrio metalizada o plástico metalizado y les hace aparecer como un conglomerado de objetivos secundarios en las pantallas de radar o abruma la pantalla con múltiples retornos. Esta contramedida fue originalmente llamada Window por los Británicos, y Düppel por la Luftwaffe alemana, en la época de la Segunda Guerra Mundial
Las fuerzas armadas modernas usan el chaff (en aplicaciones navales, por ejemplo, usando cohetes de corto alcance SRBOC) para perturbar y apartar los misiles guiados por radar de sus objetivos. La mayoría de las aeronaves militares y de los buques de guerra tienen dispensadores chaff como sistema de autodefensa. Un misil balístico intercontinental suelta en su trayectoria varias bombas independientes, una gran cantidad de señuelos y dispositivos chaff.
El chaff también es usado como señal de auxilio por una aeronave cuando las comunicaciones no funcionan. Esto tiene el mismo efecto que un S.O.S. y puede ser detectado por un radar, siendo soltado un paquete cada 2 minutos.

## Antecedentes

### Segunda Guerra Mundial
La idea de utilizar este sistema fue desarrollado paralelamente en el Reino Unido y en Alemania. Ya en 1937 R. V. Jones había sugerido que una pieza de metal cayendo en el aire genera ecos en el sistema del radar.
A principios de 1942, una investigadora en telecomunicaciones del TRE, Joan Curran, investigó esta afirmación y detalló un esquema para arrojar paquetes con tiras de aluminio desde una aeronave, con la intención de generar una nube de ecos falsos. Las pruebas efectuadas demostraron que lanzando al aire un grupo concentrado de 240 láminas de papel aluminio, de 22 x 14 cm, se conseguía reproducir la imagen radar de un bombardero. Por tanto, lanzando no uno, sino múltiples paquetes a la vez, se conseguiría un cúmulo tal de señales eco fantasmas, que lograría camuflar a los verdaderos aviones.
Desde un punto de vista práctico, ésta fue la versión más efectiva, en donde tiras de papel oscuro eran reforzadas con láminas de aluminio y cortadas de 27 cm x 2 cm, siendo empaquetados en fajos de una libra cada uno (454 gramos).
El líder del TRE, A. P. Rowe dio el nombre clave de Window (ventana) al dispositivo. Mientras tanto, en Alemania, investigaciones similares condujeron al desarrollo del Düppel. Pero los alemanes se sentían recelosos de su empleo, conscientes de que su devastador efecto podía volverse en su contra, de ser utilizado a posteriori por sus adversarios (al no intuir contra-contramedida). Se dice que, cuando un informe de sus efectos llegó a conocimiento del jefe de la Luftwaffe, el mariscal Hermann Göring, este quedó horrorizado, ordenando destruir dicho informe y arrinconar el Düppel, tal era el miedo a que siquiera se enterasen de su existencia los británicos (ellos no sabían de las investigaciones paralelas en Gran Bretaña).
Los británicos, pasado el primer momento de terror, no fueron tan cautelosos, basados en la debilidad comparativa de la aviación de bombardeo alemana a partir de mediados de la guerra, y en los radares aliados de longitud de onda centimétrica, más resistentes a la perturbación. Antes de ese momento ambos bandos guardaron celosamente el secreto y su uso, temedores de "liberar a la bestia", pues al arrojarse estas láminas reflectoras al aire en el espacio aéreo enemigo, al final caían a tierra con lo que podían ser recogidas, analizado su valor y misión el adversario, dándole información para contrarrestarlas, y por otro lado, poder emplear ellos el mismo concepto. En cuanto los británicos se sintieron inmunes a él, y dispusieron de los conocimientos de empleo necesarios, lo hicieron, en el verano de 1943. Es de notar que los británicos no supieron tampoco de las investigaciones paralelas alemanas, creyendo por tanto tener la exclusividad.
La introducción en servicio del Window, como la de cualquier innovación revolucionaria armamentística, aunque no se tratase en este caso de un arma en sí, adquirió tintes espectaculares, y dramáticos en el caso del adversario, en concreto la población civil alemana, objetivo de la campaña de bombardeos nocturnos del Mando de Bombardeo de la RAF, debido a su estrategia del bombardeo de área. Al dividir en dos la longitud de onda de los radares enemigos, el Window producía una señal masiva en las pantallas receptoras de la defensa alemana, enmascarando la señal "real" de los bombarderos en medio de una multitud de ecos falsos. Sumado a que las operaciones de bombardeo se efectuaban de noche, el resultado era la imposibilidad de localizar los aparatos, que operarían prácticamente a placer, anulando el valor de los radares que guiaban la interceptación aérea, el control y guiado de ésta desde tierra, la puntería de la artillería antiaérea y el manejo de los reflectores. Por primera vez, el apocalipsis para la ciudad donde se dirigiera ese primer bombardeo, de ser masivo, estaba servido. La doctrina de bombardeo preconizada por Giulio Douhet (guerra aérea total con una destrucción traumática tal que amedrente la capacidad de continuar la guerra y la moral enemiga) parecía más cercana. En cierta manera era el antecedente (no en concepto pero sí en el resultado de la no detección) de los actuales bombarderos "invisibles" al radar Stealth.

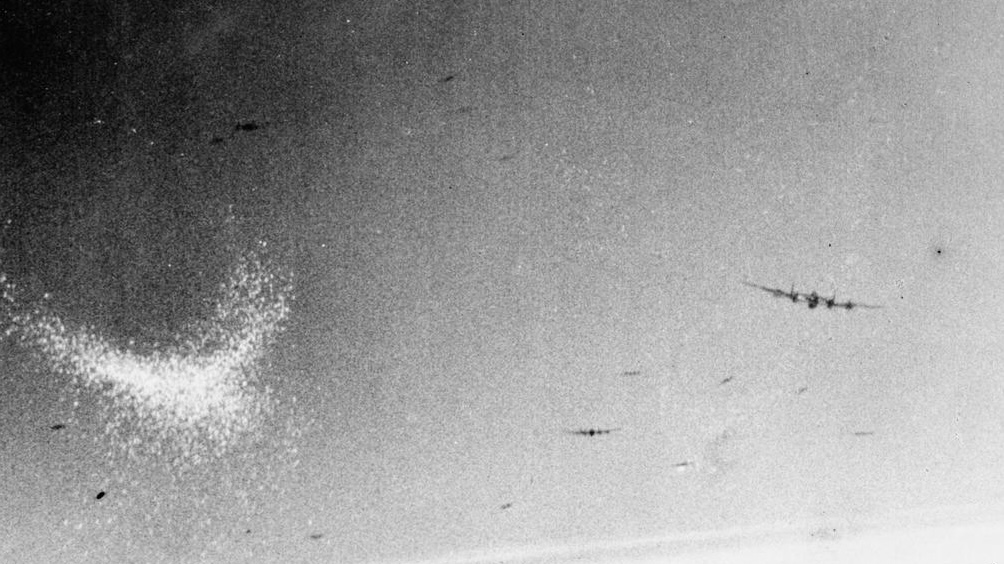
Bombardero Lancaster lanzando haces de chaff (la nube de la izquierda) sobre Essen durante un bombardeo.

A mediados de 1943, los Aliados, y en concreto los británicos, disponían de la suficiente información sobre los diferentes sistemas de radar utilizados por los alemanes, tanto de los empleados en tierra para alerta aérea temprana y control de interceptación de cazas GCI, tales como los Freya y Würzburg, como los utilizados a bordo de los cazas nocturnos, el radar de interceptación Lichtenstein. Dicha información había sido adquirida a través de operaciones de inteligencia perpetradas por comandos, como la incursión de Bruneval (la Operación Biting), en la que se recuperó para análisis buena parte de los componentes de un Würzburg, como a través de la deserción de un caza nocturno Junkers Ju 88R-1 a Gran Bretaña, el 9 de mayo de 1943. De esta manera, se pudo conocer las vitales frecuencias y longitudes de onda de dichos equipos, puesto que la contramedida Window debía tener las características y longitudes acordes para poder sintonizar y reflejarse en dichos radares. Además, examinando los equipos alemanes capturados, comprobaron que no tenían dispositivos incorporados para contrarrestar interferencias.
A partir de ahí, se dio orden para su empleo operacional, organizándose una masiva (y terrorífica) incursión de bombardeo sobre la ciudad de Hamburgo: la Operación Gomorra, en la que la efectividad del Window fue total y de resultados dramáticos para los alemanes, al reducir a la impotencia a las defensas, que disparaban al azar. Se soltaron más de 90 millones de láminas de papel aluminio sobre la zona del objetivo, dando una lectura en los radares alemanes similar a una flota de 11.000 bombarderos...con efectos indescriptibles. Solamente se perdieron menos de un 3 por ciento de los bombarderos empleados (87 sobre 3095 salidas). Pero a cambio, la magnitud de la destrucción superó todo lo imaginable hasta entonces, ocasionándose unas tormentas de fuego dantescas que acabaron con más de 40.000 muertos (otras estimaciones rebajan la cifra, pero sigue encontrándose en el rango de decenas de miles), a lo largo de los cuatro ataques principales efectuados, de finales de julio a comienzos de agosto de 1943.
Una vez que esta idea llegó a los Estados Unidos, Fred Whipple desarrolló un sistema (de acuerdo a los archivos de la gaceta de Harvard) de expulsión de tiras metálicas, para la Fuerza Aérea de los Estados Unidos. No se sabe si este sistema fue utilizado alguna vez.

### Guerra de las Malvinas
En el conflicto bélico de la guerra de las Malvinas o guerra del Atlántico Sur entre la República Argentina y el Reino Unido de Gran Bretaña e Irlanda del Norte que tuvo lugar en las islas Malvinas, Georgias del Sur y Sandwich del Sur, los ingenieros de la Fuerza Aérea Argentina habían desculado los cortes de laminillas metálicas para improvisar Chaffs, que se colocaban en paquete envueltos en papel de diario en los frenos de vuelo, quedaban parcialmente abiertos, al descomprimir presión hidráulica residual en circuitos al corte de motor, y que al poner en marcha se restituía la presión, se cerraban y guardaban los “pseudo Chaffs"